# Harvard Business Publishing
Harvard Business Publishing (HBP) foi fundada em 1994 como uma subsidiária sem fins lucrativos totalmente pertencente à Universidade de Harvard, reportando-se diretamente à Harvard Business School. Sua missão é melhorar a prática de gestão em um mundo em mudança.
Baseada em Boston, com escritórios em Nova York, Índia e Reino Unido, Harvard Business Publishing faz suas publicações em múltiplas plataformas de distribuição de conteúdo e seu alcance abrange três mercados: acadêmico, corporativo e gestores individuais.
Os três grupos de mercado, ensino superior, treinamento corporativo, e Harvard Business Review Group, produzem varias mídias, incluindo:
- Impressas e digitais:

1. Harvard Business Review;
2. Harvard Business Review Press Books;
3. Casos de Estudo da Harvard Business School;
4. Brief Cases;
5. Blogs.

- Eventos:

1. Seminários;
2. Eventos Personalizados;
3. Seminários Conduzidos Através da Internet (Webinars).

- EAD:

1. Harvard ManageMentor;
2. Liderança Direta;
3. Cursos Online;
4. Simulações.